# Christina Maslach
Christina Maslach es una psicóloga estadounidense nacida en San Francisco en 1946. Actualmente es profesora del Departamento de Psicología y vicedirectora de pregrado en la Universidad de California en Berkeley.
Es conocida como una de las mayores expertas e investigadoras del síndrome de Burnout y autora del Maslach Burnout Inventory (MBI), el instrumento de investigación más utilizado para la evaluación de este síndrome. En 1991 fue seleccionada como Fellow de la Asociación Estadounidense para el Avance de la Ciencia por su trabajo revolucionario en la aplicación de la psicología social a problemas contemporáneos.